# Taghit

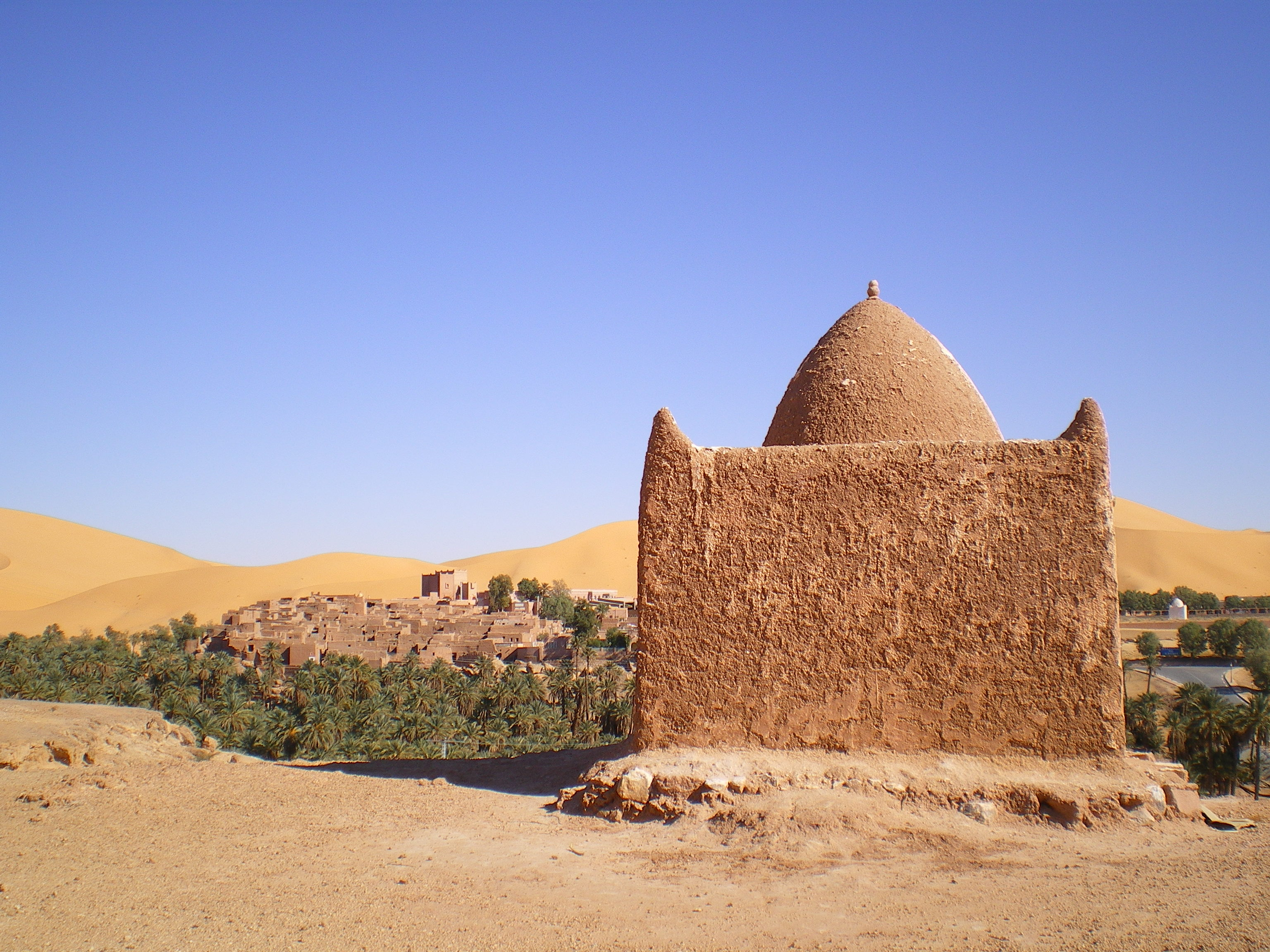
Marabout-Grabmal (qubba) bei Taghit

Taghit (arabisch تاغيت, Tifinagh-Schrift ⵜⴰⵖⵉⵜ) ist eine algerische Kleinstadt und Hauptort des gleichnamigen Distrikts in der Provinz (wilaya) Bechar. Im Jahr 2007 wurde der etwa 250.000 Hektar umfassende Taghit-Nationalpark eingeweiht.

## Lage
Taghit ist eine Oasenstadt am – nur im Winter und Frühjahr wasserführenden – Oued Zousfana und liegt etwa 95 Kilometer (Fahrtstrecke) südlich der Provinzhauptstadt Bechar. Östlich der Stadt befindet sich die menschenleere Sanddünenlandschaft des Westlichen Großen Erg. Im Westen liegt der Jbel Baroun und die Landschaft wird insgesamt steiniger und felsiger; auch hier gibt es bis zur etwa 100 Kilometer entfernten Grenze nach Marokko nur noch wenige Ortschaften.

## Bevölkerung
Die Einwohner der Stadt sind fast ausschließlich Berber, die – neben Arabisch – ihren einheimischen Dialekt sprechen; die Alphabetisierungsrate liegt bei etwa 80 %, wobei sie bei der männlichen Bevölkerung geringfügig höher ist als bei der weiblichen.

## Infrastruktur
Etwa 90–95 % der etwa 1500 Häuser sind an die öffentliche Wasser- und Stromversorgung sowie an das Abwassernetz angeschlossen. Fernseh- und Handyempfang sind ebenfalls möglich. Im Ort gibt es eine Tankstelle, eine Apotheke und eine Gesundheitsstation, in der leichtere Krankheiten behandelt werden können; das nächstgelegene Krankenhaus befindet sich in Bechar.

## Wirtschaft
Wichtigste Einnahmequelle waren und sind die Dattelpalmenhaine entlang des meist ausgetrockneten Flussufers; die halbgetrockneten Früchte werden auf den Märkten im Westen des Landes verkauft. Zwischen den Palmen wird Getreide, Gemüse und Obst (Granatäpfel, Kaktusfeigen) zur Selbstversorgung angebaut. Die landwirtschaftlich nutzbare Fläche beträgt etwa 2500 Hektar, wovon mehr als die Hälfte bewässert werden kann. Auch die Zucht von Schafen, Ziegen und Hühnern wird betrieben. In den letzten Jahrzehnten spielt der Tourismus eine immer wichtiger werdende Rolle.

## Geschichte
Wie bei den meisten Berberorten sind Daten und Fakten zur Geschichte von Taghit nur mündlich überliefert – der Ort dürfte schon in der Antike besiedelt gewesen sein; jahrtausendealte Felszeichnungen – unter anderem von Elefanten – weisen auf durchziehende Jäger und Nomaden in noch älterer Zeit hin, von denen einige etwa vor 2000 bis 3000 Jahren allmählich sesshaft wurden. 
Im August 1903 belagerten etwa 4000 berittene Berber vom Stamm der Zayanes die etwa 300 Mann starke französische Garnison unter dem Befehl des in Mascara geborenen Adjutanten Alexandre Gabaig. Die Franzosen und ihre Hilfstruppen wurden getötet.

## Sehenswürdigkeiten
- Der alte, aus Stampflehm und Palmstämmen gebaute Ortskern ist stark verfallen. Die Wände der neuen Häuser bestehen aus Hohlblocksteinen; die Treppen und Decken sind aus Beton.
- Ein- oder mehrtägige Ausflüge in die Sand- und/oder Steinwüsten der Umgebung werden von lokalen Veranstaltern angeboten.
- An mehreren Felsen in der westlichen Umgebung des Ortes finden sich Felszeichnungen, deren Alter etwa 2000 (Reiter) bis 4000 (Wildtiere) Jahre betragen dürfte.

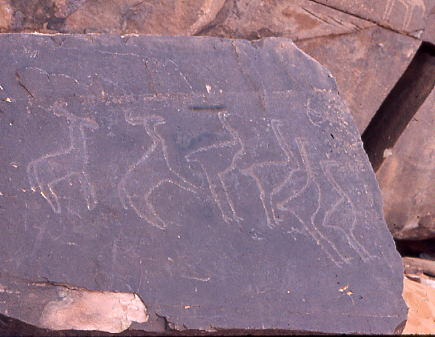
Gazellen und Strauße
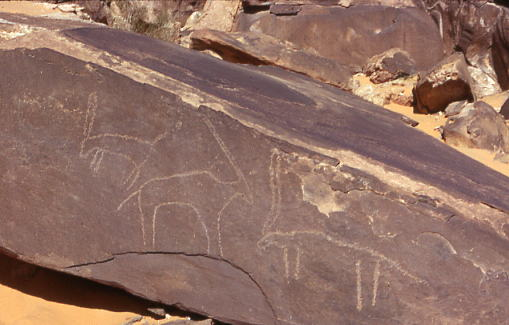
Oryxantilopen
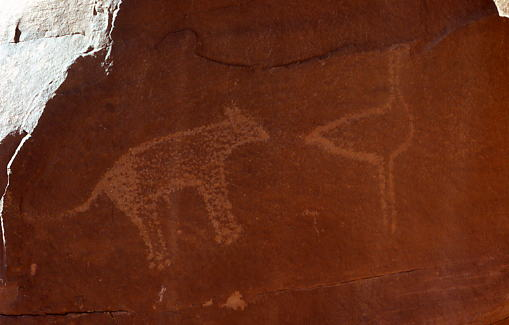
Raubtier(?) und Strauß
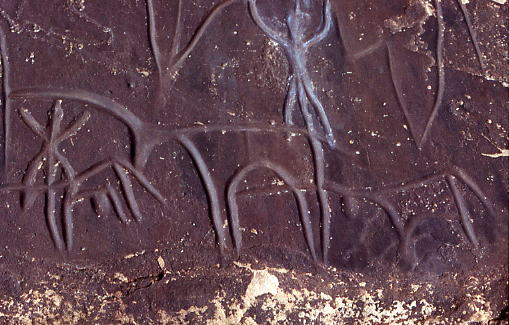
Tiere und Jäger
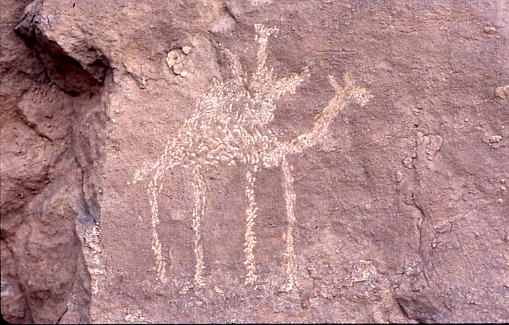
Kamel mit Reiter
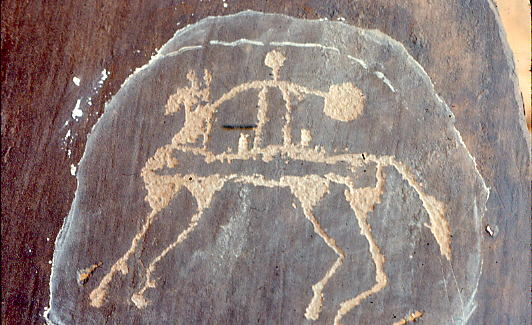
Krieger zu Pferde